# Perth (Schotland)
Perth (Schots-Gaelisch: Peairt), gelegen aan de oevers van de rivier de Tay, is de hoofdstad van het Schotse graafschap Perthshire. Het is tevens het bestuurlijk centrum van de regio Perth and Kinross, en het is een (voormalige) royal burgh, tegenwoordig met de officiële titel van city, met  ongeveer 45.000 inwoners.
Perth wordt vaak genoemd als eerste hoofdstad van Schotland (vanaf 846), maar eigenlijk viel deze eer te beurt aan het nabijgelegen dorp Scone, waar koning Kenneth MacAlpine residentie hield. In 1266 tekenden Schotland en Noorwegen hier het Verdrag van Perth.
Bezienswaardig zijn, onder veel meer, de kerk Saint John the Baptist uit de 13de en 15de eeuw en de Sint-Ninianuskathedraal. In 2024 werd het Perth Museum geopend, met de Stone of Scone).
Perth is de naamgever van een groot aantal plaatsen elders in de wereld, waarvan de West-Australische stad Perth de bekendste is.

## Sport
Het stadion McDiarmid Park vormt de thuisbasis van voetbalclub St. Johnstone FC.

## Bekende inwoners van Perth

### Geboren
- Margaretha Stuart (1424–1445), de eerste echtgenote van de Franse kroonprins Lodewijk, de latere koning Lodewijk XI
- Alexander Comrie (1706-1774), Schots-Nederlands predikant en theoloog
- David Octavius Hill (1802-1870), schilder, illustrator, fotograaf
- John Buchan (1875–1940), gouverneur-generaal van Canada
- Michael Fallon (1952), politicus
- Ian Redford (1960-2014), voetballer
- Gavin Price (1974), voetballer
- Christopher Bowes (1986), zanger en keyboardspeler
- Eve Muirhead (1990), curlingspeelster
- David Wotherspoon (1990), voetballer
- Lisa Evans (1992), voetbalster

## Galerij

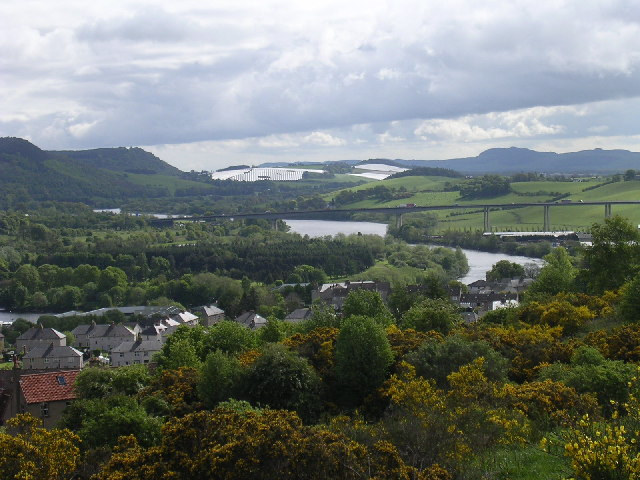
Gezicht op de oostelijke buitenwijken van Perth en de Tay vanaf Craigie Hill
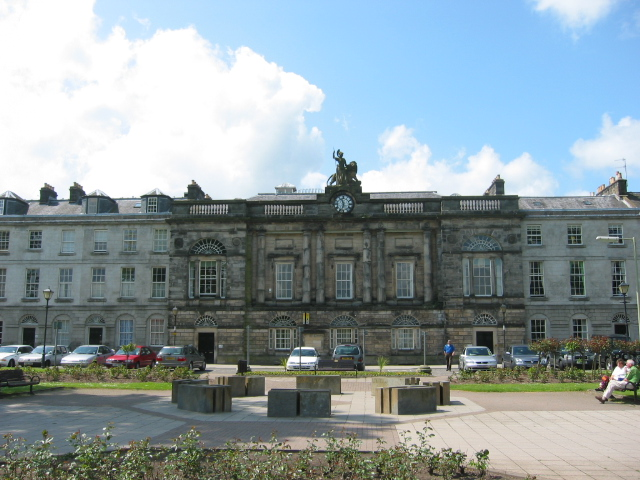
Oude academie aan de Rose Terrace
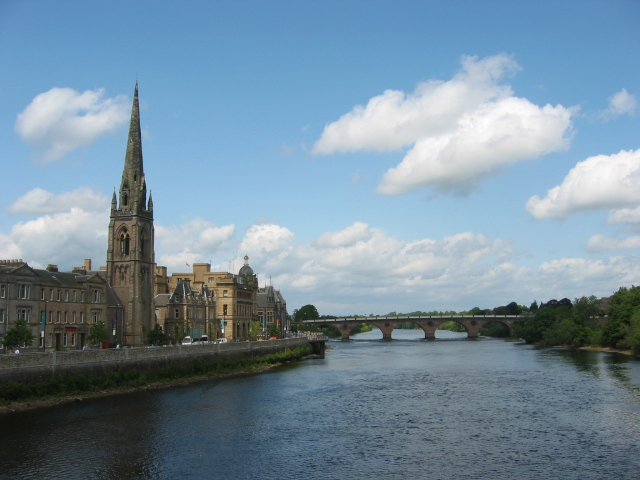
St. Matthew-kerk aan Tay Street met de Smeatonbrug
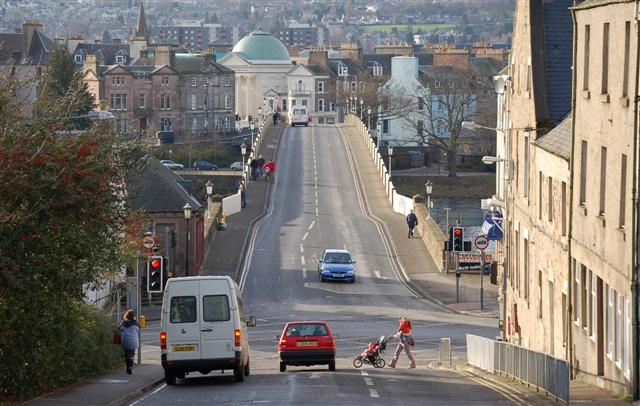
Gezicht over de brug
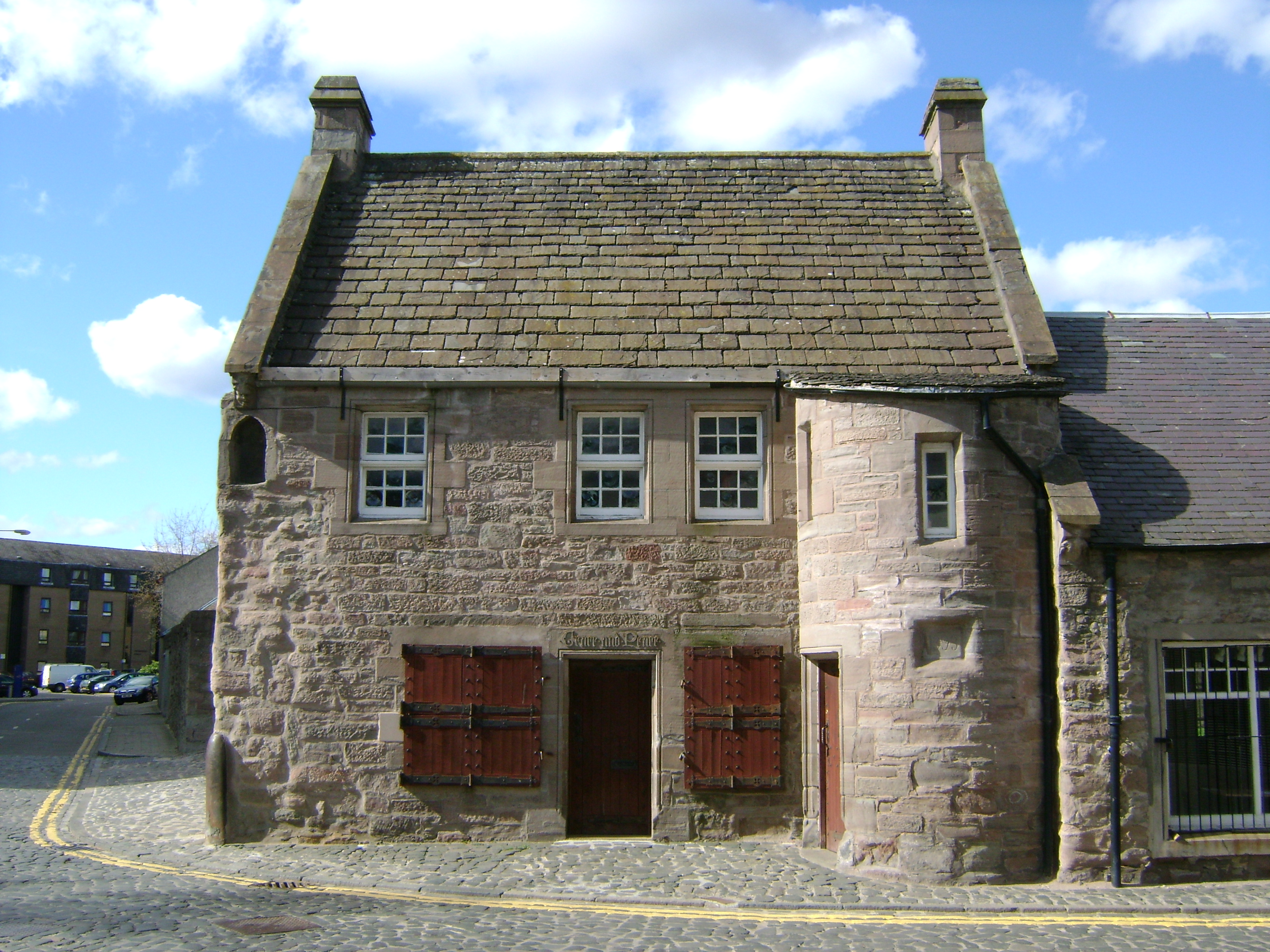
Het Fair Maid's House
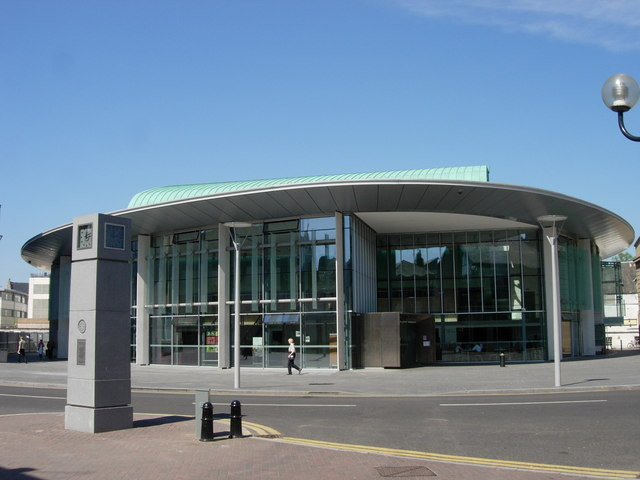
De 20 miljoen pond kostende concertzaal van Perth (1600 plaatsen)